# Coupe de France de football 1998-1999
 (juillet 2018).
Navigation
Coupe de France 1997-1998 Coupe de France 1999-2000
La Coupe de France 1998-1999 est la 82e édition de la Coupe de France, et voit le FC Nantes remporter le trophée face à Sedan en finale le 15 mai 1999. 
C'est la seconde Coupe de France remportée par les « Canaris ». Cette édition est marquée par la déroute des équipes de première division du championnat de France. Quinze des dix-huit pensionnaires du championnat sont éliminés au cours des trente-deuxième ou seizième des finales. Des trois rescapés présents en huitième de finale, Metz et Nantes s'affrontent alors que Lens est éliminé par Laval. Au stade des quarts de finale, il ne reste donc plus que Nantes pour représenter l'élite du football français. Les Nantais écartent successivement Guingamp, Nîmes et Sedan en finale, et remportent le trophée pour la deuxième fois de leur histoire. 

## Trente-deuxièmes de finale
Les matchs des trente-deuxièmes de finale se sont joués les 22, 24 janvier et 9 février 1999. Les 18 clubs de 1re division firent leur entrée en lice.

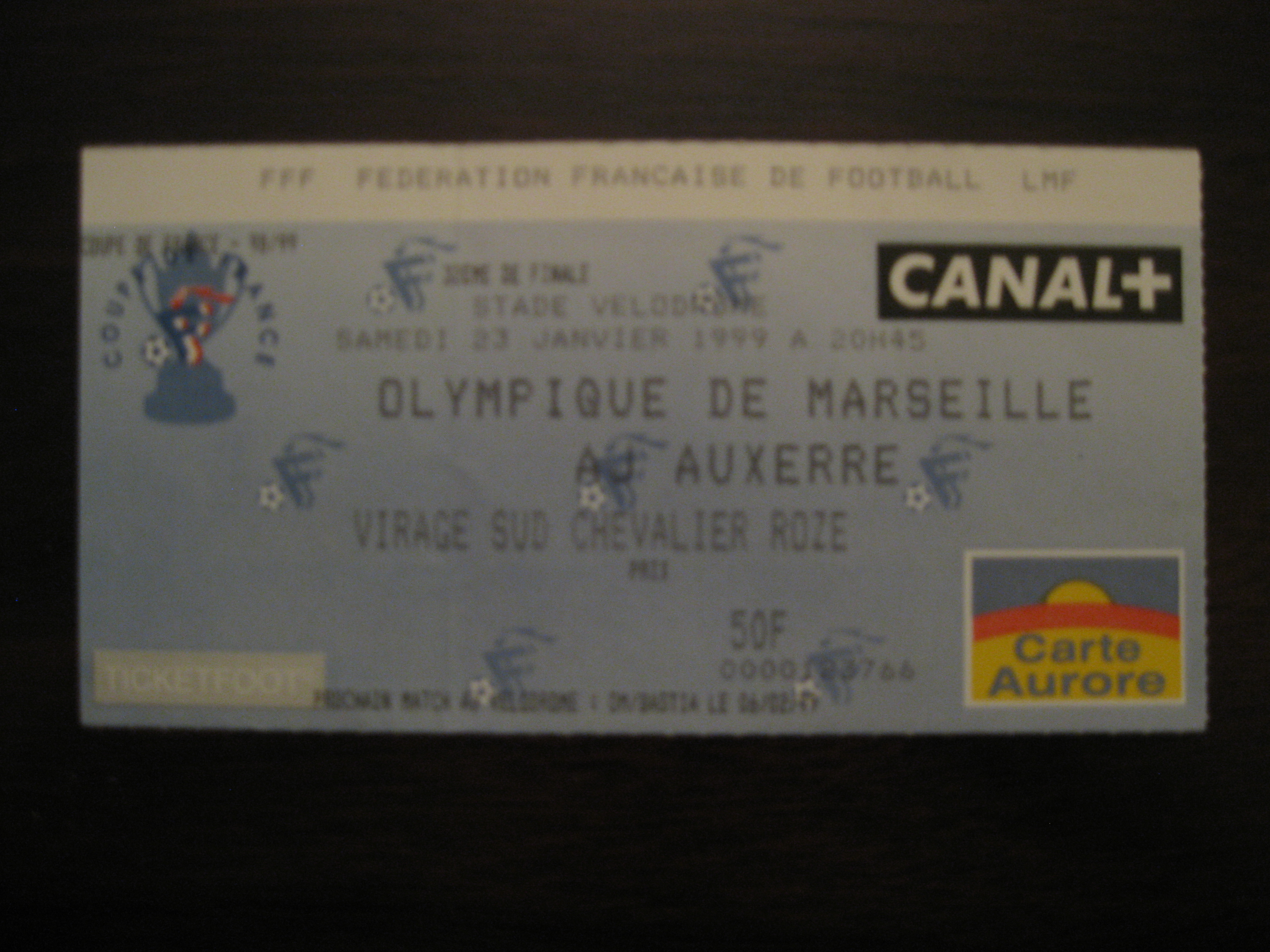
Ticket OM - AJ Auxerre
32e de finale (2 - 0).

| Équipe 1                           | Score | Équipe 2                   |        |
| Olympique de Marseille (D1)        | 2 - 0 | AJ Auxerre (D1)            |        |
| FC Metz (D1)                       | 1 - 0 | Girondins de Bordeaux (D1) |        |
| Chamois niortais FC (D2)           | 0 - 0 | RC Strasbourg (D1)         | 2-3 ** |
| FC Sochaux (D1)                    | 3 - 1 | AS Beauvais (D2)           |        |
| ES Troyes AC (D2)                  | 2 - 1 | Montpellier HSC (D1)       |        |
| Amiens SC (D2)                     | 1 - 1 | AS Monaco (D1)             | 5-4 ** |
| Stade lavallois (D2)               | 1 - 0 | AS Nancy-Lorraine (D1)     |        |
| LB Châteauroux (D2)                | 1 - 0 | Olympique lyonnais (D1)    |        |
| Thouars Foot 79 (Nat.)             | 1 - 2 | Paris SG (D1)              | *      |
| Paris FC (Nat.)                    | 1 - 0 | FC Lorient (D1)            |        |
| JA Armentières (CFA)               | 2 - 5 | RC Lens (D1)               | *      |
| La Roche Vendée Football (CFA)     | 0 - 1 | FC Nantes (D1)             |        |
| Dijon FCO (CFA)                    | 2 - 1 | SC Bastia (D1)             |        |
| Stade rennais (D1)                 | 4 - 0 | JS Coulaines (CFA2)        |        |
| Jura Sud Foot (CFA2)               | 1 - 1 | Toulouse FC (D1)           | 8-7 ** |
| Blagnac FC (CFA2)                  | 0 - 2 | Le Havre AC (D1)           |        |
| EA Guingamp (D2)                   | 1 - 0 | Red Star (D2)              |        |
| FC Istres (Nat.)                   | 1 - 3 | Nîmes Olympique (D2)       |        |
| Gazélec Ajaccio (Nat.)             | 1 - 1 | OGC Nice (D2)              | 4-2 ** |
| Le Mans UC 72 (D2)                 | 4 - 1 | CS Louhans-Cuiseaux (Nat.) |        |
| Valenciennes FC (Nat.)             | 2 - 3 | ES Wasquehal (D2)          |        |
| FC Chaumont (CFA2)                 | 0 - 3 | CS Sedan-Ardennes (D2)     |        |
| SU Dives (DH)                      | 0 - 2 | Lille OSC (D2)             |        |
| FC Saint-Leu (CFA)                 | 1 - 0 | SCO Angers (Nat.)          |        |
| US Saint-Georges (CFA2)            | 1 - 1 | FC Martigues (Nat.)        | 5-4 ** |
| Éveil mendois football (DH)        | 1 - 4 | AS Angoulême (Nat.)        |        |
| Rodez AF (CFA)                     | 0 - 1 | Clermont Foot (CFA)        |        |
| SO Châtellerault (CFA)             | 2 - 2 | Vendée Fontenay Foot (CFA) | 6-5 ** |
| Chasselay (DH)                     | 0 - 3 | Grenoble Foot (CFA)        |        |
| AS Pierrots Vauban Strasbourg (DH) | 1 - 2 | US Boulogne (CFA2)         |        |
| FC Rouen (CFA2)                    | 1 - 0 | FC Sarrebourg (CFA2)       |        |
| USON Mondeville (CFA2)             | 0 - 0 | US Montagnarde (CFA2)      | 1-3 ** |

 *  - après prolongation

 **  - aux tirs au but

## Seizièmes de finale
Les matchs des seizièmes de finale se sont joués les 19, 20 et 21 février 1999. 
| Équipe 1                | Score      | Équipe 2                    |        |
| RC Lens (D1)            | 3 - 1      | Olympique de Marseille (D1) |        |
| Paris SG (D1)           | 1 - 1 a.p. | FC Nantes (D1)              | 4-5 ** |
| ES Wasquehal (D2)       | 0 - 2      | FC Metz (D1)                |        |
| Le Mans UC 72 (D2)      | 2 - 0      | Stade rennais (D1)          |        |
| Amiens SC (D2)          | 1 - 0      | Le Havre AC (D1)            |        |
| EA Guingamp (D2)        | 2 - 1 a.p. | RC Strasbourg (D1)          |        |
| US Saint-Georges (CFA2) | 1 - 0      | FC Sochaux (D1)             |        |
| LB Châteauroux (D2)     | 1 - 2      | Stade lavallois (D2)        |        |
| Gazélec Ajaccio (Nat.)  | 1 - 1 a.p. | ES Troyes AC (D2)           | 1-3 ** |
| Dijon FCO (CFA)         | 0 - 4      | CS Sedan-Ardennes (D2)      |        |
| Grenoble Foot (CFA)     | 2 - 3 a.p. | Nîmes Olympique (D2)        |        |
| US Boulogne (CFA)       | 1 - 2      | Lille OSC (D2)              |        |
| US Montagnarde (CFA2)   | 4 - 0      | Paris FC (Nat.)             |        |
| AS Angoulême (Nat.)     | 1 - 0      | SO Châtellerault (CFA)      |        |
| FC Rouen (CFA2)         | 2 - 0      | FC Saint-Leu (CFA)          |        |
| Clermont Foot (CFA)     | 4 - 1      | Jura Sud Foot (CFA2)        |        |

 **  - aux tirs au but

## Huitièmes de finale
Les matchs des huitièmes de finale se sont joués les 13 et 14 mars 1999.
| Équipe 1                | Score      | Équipe 2               |        |
| FC Metz (D1)            | 1 - 3      | FC Nantes (D1)         |        |
| RC Lens (D1)            | 1 - 1 a.p. | Stade lavallois (D2)   | 2-4 ** |
| Amiens SC (D2)          | 1 - 2      | CS Sedan-Ardennes (D2) |        |
| EA Guingamp (D2)        | 1 - 0      | Lille OSC (D2)         |        |
| AS Angoulême (Nat.)     | 1 - 0      | ES Troyes AC (D2)      |        |
| Clermont Foot (CFA)     | 0 - 2      | Le Mans UC 72 (D2)     |        |
| US Saint-Georges (CFA2) | 0 - 2      | Nîmes Olympique (D2)   |        |
| US Montagnarde (CFA2)   | 0 - 2 a.p. | FC Rouen (CFA2)        |        |

 **  - aux tirs au but

## Quarts de finale
Les matchs des quarts de finale se sont joués les 8, 10 et 11 avril 1999.
| Équipe 1            | Score | Équipe 2               |  |
| Le Mans UC 72 (D2)  | 3 - 1 | Stade lavallois(D2)    |  |
| FC Nantes (D1)      | 2 - 0 | EA Guingamp (D2)       |  |
| AS Angoulême (Nat.) | 0 - 2 | Nîmes Olympique (D2)   |  |
| FC Rouen (CFA2)     | 0 - 2 | CS Sedan-Ardennes (D2) |  |

## Demi-finales
Les matchs des demi-finales se sont joués les 27 et 28 avril 1999.
| Équipe 1               | Score      | Équipe 2             |  |
| FC Nantes (D1)         | 1 - 0      | Nîmes Olympique (D2) |  |
| CS Sedan-Ardennes (D2) | 4 - 3 a.p. | Le Mans UC 72 (D2)   |  |

## Finale
| Clubs             | FC Nantes - CS Sedan-Ardennes |
| Score             | 1-0 (0-0) |
| Date              | 15 mai 1999 |
| Stade             | Stade de France, Saint-Denis 78 586 spectateurs |
| Arbitre           | M. Pascal Garibian |
| Buts              | Olivier Monterrubio (58e, sur pen.) pour Nantes. |
| FC Nantes         | Mickaël Landreau -Jean-Marc Chanelet, Éric Decroix, Nestor Fabbri (puis Nicolas Gillet, 68e), Salomon Olembe-Yves Deroff, Éric Carrière, Sébastien Piocelle-Charles Devineau (puis Nicolas Savinaud, 87e), Frédéric Da Rocha (puis Patrick Suffo, 93e), Olivier Monterrubio Entraîneur : Raynald Denoueix |
| CS Sedan-Ardennes | Nicolas Sachy-Christophe Borbiconi (puis Éric Crosnier, 77e), Eduardo Oliveira (puis Hippolyte Dangbeto, 70e), Luis Satorra , Cédric Elzéard-Pierre Deblock, Bruno Pabois (puis Pius N'Diefi, 61e), Jean-Philippe Faure-Olivier Quint, Cédric Mionnet, Alex Di Rocco Entraîneur : Patrick Remy            |